# Neuer Berliner Kunstverein
La Neue Berliner Kunstverein (abréviation nbk ou NBK ) est une association artistique fondée à Berlin en 1969 et destinée à la promotion de l'art contemporain. L'association a aménagé des salles d'exposition à Berlin-Mitte, Chausseestraße. 
L'artothèque, gérée par le NBK depuis 1970, est la plus grande bibliothèque d'objets d'art d'Allemagne avec 4 000 œuvres d'art prêtables. Fondé en 1971, le Forum vidéo est une collection d'art vidéo qui compte aujourd'hui plus de 1 600 œuvres. 

## Histoire
Dans les années 1960, il y avait peu de lieux d'exposition d'art contemporain à Berlin-Ouest par rapport à aujourd'hui. Les associations d'art civil d'avant-guerre n'avaient pas survécu au national socialisme ni à la guerre. En 1965, Adolf Arndt, qui avait démissionné de ses fonctions de sénateur de la culture à Berlin un an auparavant, avait initié la création de l'Association allemande des beaux-arts (Deutschen Gesellschaft für bildende Kunst, DGBK) afin de combler cet écart. Le statut de la DGBK prévoyait le financement et le contrôle "d'en haut". Les fonds provenaient de la Stiftung Deutsche Klassenlotterie et les décisions devaient être prises par trente membres élus à vie. Ce modèle a rencontré des résistances dans le contexte du mouvement étudiant berlinois. Le 5 décembre 1968, les étudiants ont critiqué l'assemblée générale de la DGBK avec le slogan — Der Kunstverein stinkt! (L'association des arts pue !) —. En 1969, le DGBK a été dissous. 
En 1969, la Neue Berliner Kunstverein est fondée et trois jours plus tard, la Neue Gesellschaft für Bildende Kunst (NGBK). Le Sénat de Berlin a scindé le financement de la Fondation Lotto à parts égales entre la NBK et la NGBK. Pendant longtemps, la NGBK, dans laquelle les membres ont exercé démocratiquement leur influence sur les expositions, a été jugée plus "progressive" que l'organisation traditionnelle de la NBK, qui présentait plutôt des expositions personnelles d'artistes berlinois. En 1973, la NBK a organisé le happening ADA-Aktionen der Avantgarde (de), pour lequel Wolf Vostell a réalisé l'événement Berlin – Fieber. En 1974, ADA 2 a eu lieu.
La NBK a été dirigée de 1975 à 1994 par Lucie Schauer. En 1987, la NBK organise l'exposition Skulpturenboulevard, présentée à Berlin à l'occasion du 750e anniversaire de la ville,. 
Après la chute du mur en 1994, la NBK déménagé de Charlottenburg à Mitte Chausseestraße 128/129 près de l'Oranienburger Tor. Alexander Tolnay, auparavant directeur adjoint du service des expositions à l'Institut des relations culturelles étrangères de Stuttgart (ifa), est nommé directeur en 1995. Il est remplacé en 2008 par Marius Babias, un critique d'art et curateur.

## Expositions (sélection)
- 1999 : Peter Friedl (16 janvier - 28 février)
- 1999 : Hans-Peter Porzner : Le projet Museum für Moderne Kunst München (24 juin – 30 juillet)
- 2007 : Matthias Weischer (9 novembre – 23 décembre)
- 2008 : Silke Wagner (8 juillet – 17 août)
- 2008 : Christiane Möbus (8 mars – 13 avril)
- 2009 : Wolf Vostell (31 mars – 8 mai)